# گمینا بیاوا راوسکا
گمینا بیاوا راوسکا (به لهستانی:  Gmina Biała Rawska) یک گمینا در لهستان است که در شهرستان راوا واقع شده‌است. گمینا بیاوا راوسکا ۲۰۸٫۴۱ کیلومتر مربع مساحت و ۱۱٬۵۴۶ نفر جمعیت دارد.